# Đoàn Đình Duyệt

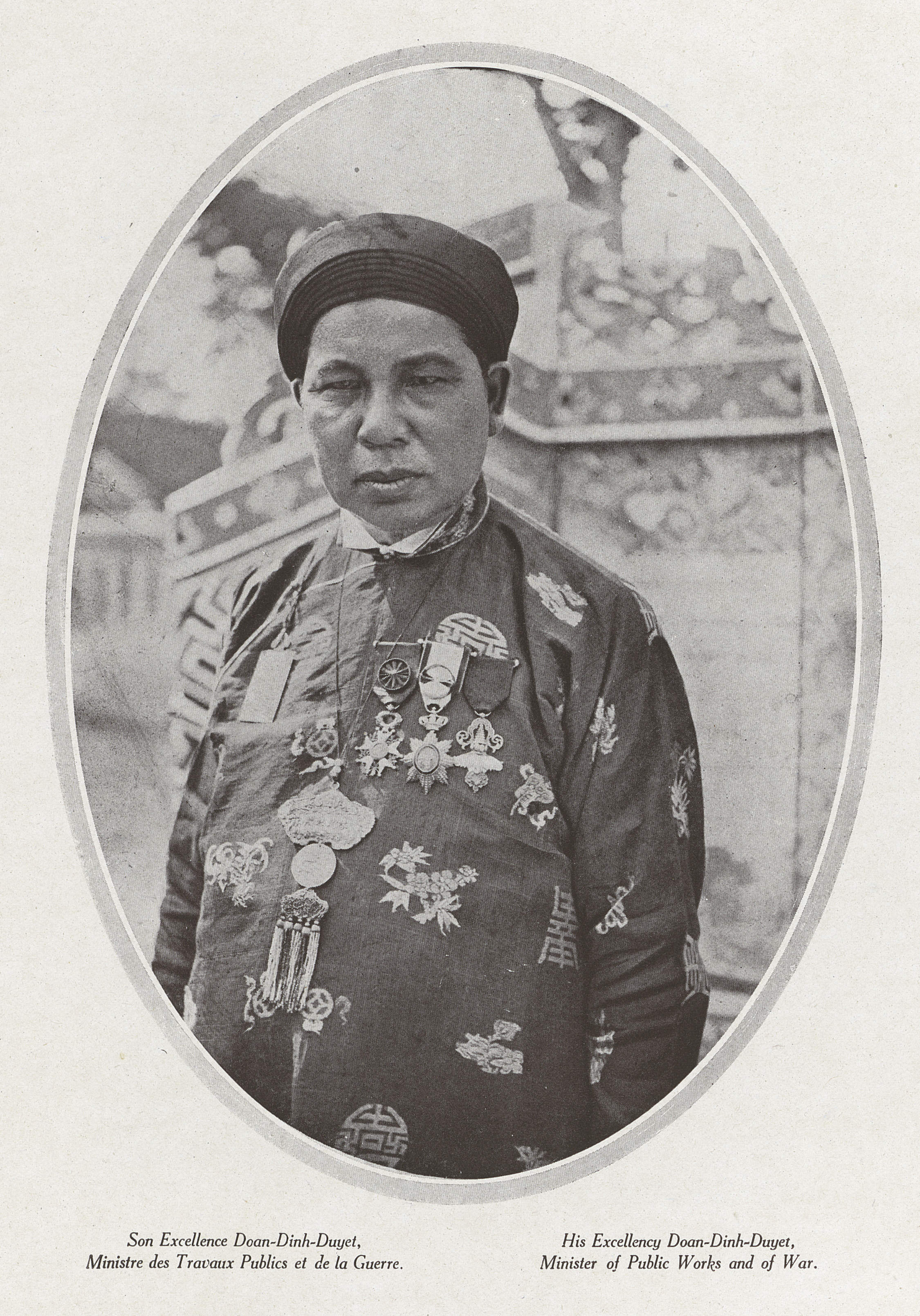
Chân dung ông Đoàn Đình Duyệt

Đoàn Đình Duyệt (段廷𧀲, 1862 - 1929) còn có tên là Đoàn Đình Nhàn , hiệu là Đức Khê, tên thụy là Văn Ý, Nam tước, Đại thần Cơ mật Viện, Thượng thư Bộ Công kiêm Bộ Binh, là một trong Tứ trụ triều đình Nhà Nguyễn, thời Vua Khải Định (1916-1925).

## Tiểu sử
Đoàn Đình Duyệt sinh năm 1862 trong một gia đình nông dân nghèo tại xã Đào Lãng, huyện Vĩnh Lại, tỉnh Hải Dương, nay là thôn Đào Lạng, xã Văn Hội, huyện Ninh Giang, tỉnh Hải Dương. Ngay từ nhỏ, Đoàn Đình Duyệt đã bộc lộ tư chất thông minh, nhanh nhẹn, hoạt bát, chăm chỉ. Cha mất sớm, Đoàn Đình Duyệt phải ở với bác ruột, chăn trâu, cắt cỏ, tham gia công việc đồng áng. Một lần, để trâu ăn lúa, cậu bé Duyệt bị đánh đòn, đành bỏ nhà ra đi, vào Bến Trại (thuộc xã Tiền Phong, huyện Thanh Miện, tỉnh Hải Dương) rồi lên thuyền theo dòng sông Luộc. Sau đó Đoàn Đình Duyệt gặp được người tốt đón về nuôi, cho ăn học đến khi trưởng thành .

## Sự nghiệp

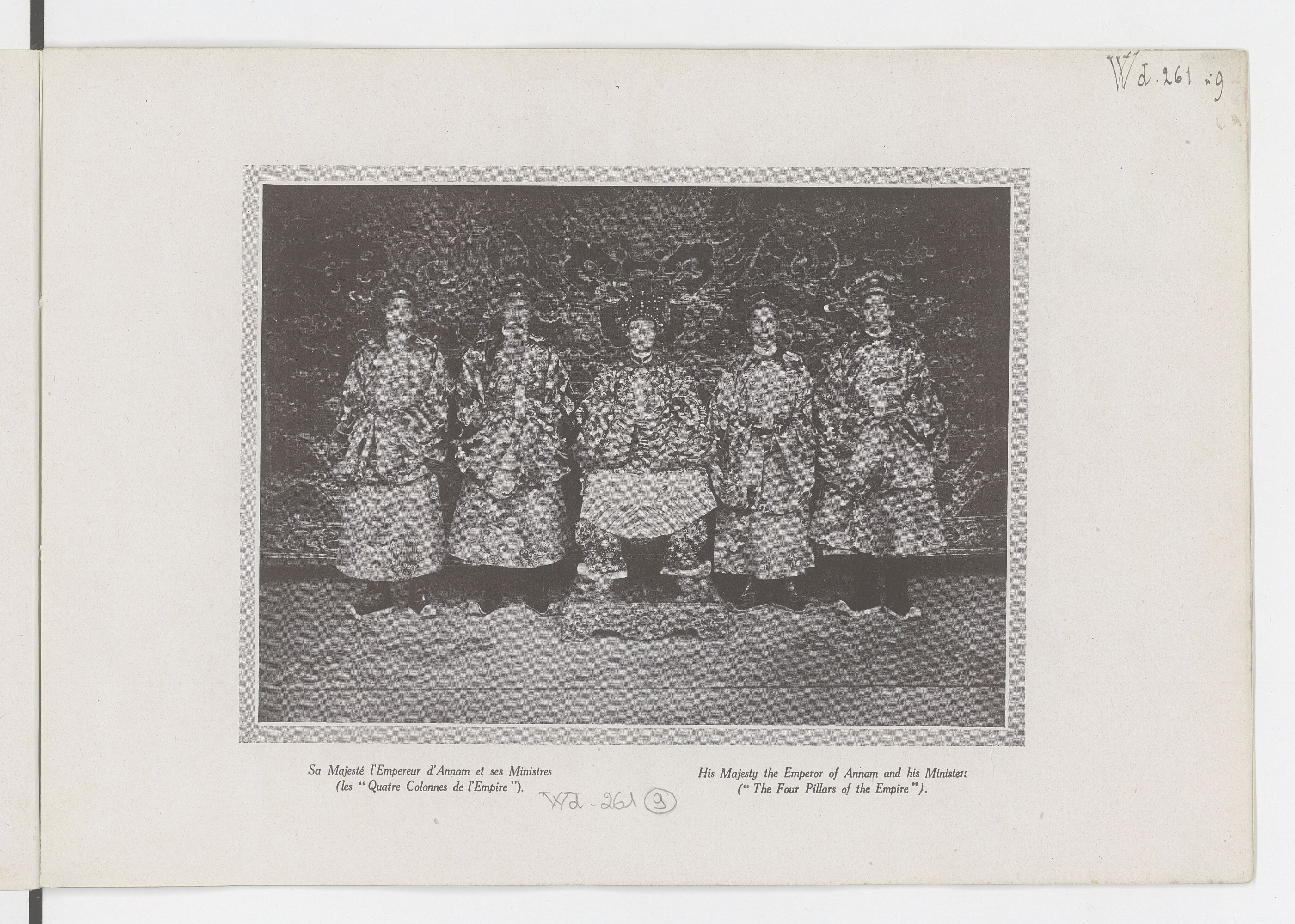
Vua Khải Định và Tứ trụ triều đình. Đoàn Đình Duyệt là người ngoài cùng bên phải

Vào năm thứ 1 triều Đồng Khánh (1885), ông Đoàn Đình Duyệt bắt đầu sự nghiệp hành chính, vào ngạch nhà nước tại chính quyền tỉnh Nghệ An, ba năm sau lên chức Kinh lịch, hết thời gian tập sự, được giao chức Tri huyện và Tri phủ .
Tháng 10 năm Quý Mão (1903), ông làm Thương biện tỉnh Nghệ An sung Đốc biện đường bộ; Tháng 12 năm Đinh Mùi (1908) làm Bố chánh tỉnh Nghệ An. Đến tháng 10 năm Canh Tuất (1910) từ thay quyền Tổng đốc Lãnh Tuần phủ Quảng Ngãi, ông được thăng quyền Lãnh Tổng đốc An Tĩnh (Nghệ An và Hà Tĩnh). Tháng 6 năm Ất Mão (1915) được thăng chức Tổng đốc Bình Phú (Bình Định và Phú Yên).
Sau 31 năm làm việc với các chức vụ nói trên tại địa phương, năm Duy Tân thứ 10 (1916), tháng 2, ông được điều về Huế thay quyền Hiệp tá Đại học sĩ, thăng chức Thượng thư Bộ Hộ (Bộ Tài chính), sung làm Phụ chính Đại thần.
Đến tháng 4 năm Bính Thìn (1916), vua Duy Tân bị phế, vua Khải Định lên ngôi đã lớn tuổi nên không cần hội đồng Phụ chính, ông giữ chức Thượng thư Bộ Hộ, đến tháng 8 thì sung Cơ mật viện Đại thần, tấn phong tước Ninh Lãng nam.
Tháng 2 nhuận năm Đinh Tỵ (1917) ông chính thức nhậm chức Hiệp tá Đại học sĩ, điều làm Thượng thư Bộ Công, kiêm Bộ Binh, kiêm quản Đô sát viện, vẫn giữ vị trí Cơ mật viện Đại thần. Đến tháng 7 năm Tân Dậu (tức tháng 8 năm 1921) ông bị giáng 2 cấp bậc (xuống Tuần phủ), thu hồi tước Nam và cho về hưu vì phạm tội.
Đến năm Khải Định thứ 9, nhân dịp Tứ tuần Đại khánh của vua Khải Định (tháng 9 năm 1924), ông đã được khôi phục chức tước cũ (Hiệp tá Đại học sĩ, Thượng thư Bộ Công, Ninh Lãng nam) đồng nghĩa với việc ông được tăng mức hưu bổng.
Ngày 31 tháng 01 năm 1929, ông qua đời tại Ninh Giang, tỉnh Hải Dương .

## Tác phẩm
- Từ ngày 10 đến 26 tháng 7 năm Đinh Tỵ - 1917 ông Đoàn Đình Duyệt được vua Khải Định phái đi Cao nguyên Lâm Viên (Lâm Đồng ngày nay) để khảo sát, trù liệu xây cất hành cung. Trong chuyến đi này ông ghi chép rất tỷ mỷ sự việc, cảnh vật, con người qua tác phẩm "Lâm Viên hành trình nhật ký", đăng trên Tạp chí Nam Phong số 9 và 10 ra tháng 3 và 4 năm 1918. Đây có lẽ là tác phẩm đầu tiên của người Việt Nam viết về Đà Lạt[6].
- Bài thơ khắc trên vách núi đá động Tam Thanh, tỉnh Lạng Sơn ngày 01/5/1918 (21 tháng 3 năm Mậu Ngọ) trong chuyến đi hộ giá vua Khải Định Bắc tuần[7].
- Đôi câu đối ghi bằng chữ Hán Nôm trên phần mộ (1929 - 1939) đặt tại thôn Tranh Xuyên (Xã Đồng Tâm, huyện Ninh Giang, tỉnh Hải Dương), tạm dịch nghĩa: " Ba hồn bẩy vía để ở Đào Lạng"; " Năm phần xác gửi tại Tranh Xuyên"[8].

## Nhận định, đánh giá
- "… Từ thời thanh niên, vị Đại quan này đã tỏ ra một ý chí lạ thường. Ngoài ra vị này còn có một thiên tài đặc biệt là sự lanh trí trong mọi tình huống"; " Ở nhiệm sở Án sát, cũng như ở tất cả các nhiệm sở khác đã được phân công dù trong hoàn cảnh khó khăn đến đâu, vị này cũng có khả năng để hoàn thành nhiệm vụ mà người ta yêu cầu. Luôn luôn vị này tỏ ra một con người giá trị và như thế đáng được nhiều khen ngợi xứng đáng";"Chúng ta khâm phục các công lao mà vị này đã cống hiến trong việc cai trị các tỉnh, và chúng ta vẫn còn nhớ những gì mà vị này đã làm để phát triển nông nghiệp và với trí tuệ sáng suốt tuyệt vời đã khích lệ được người dân tham gia phát triển"." Trẫm xin tuyên bố, hỡi vị Thượng thư thân mến, một người giá trị như khanh nghĩa là văn võ toàn tài thì phải được kính trọng trong các tỉnh và ở tại triều đình…"[9].
- "Tôi rất vui mừng đọc được đề mục năm Khải Định thứ 6 (1921)" Ninh Lãng Nam Đoàn Đình Duyệt "mắc tội". Tội của cụ không phải dính vào tham nhũng hay phản quốc mà vì tội liên quan đến duy tân, cách mạng… tôi cho cụ " mắc tội" đây là một di sản tinh thần vô giá của vị Đại thần triều Nguyễn để lại cho con cháu. Và qua đó cũng thấy được vua Khải Định đối với Đoàn Đình Duyệt như thế nào, nhân cách, tư cách cao quý của cụ Đoàn như thế nào"[10].
- "…Không phải ngẫu nhiên một cậu bé xuất thân trong một gia đình nông dân nghèo, phải tha phương kiếm sống trở thành một quan thượng thư đại tài, văn võ song toàn, từng đảm nhiệm chức Thượng thư tới ba bộ, rồi Đại thần của Viện Cơ mật, Chánh nhất phẩm của triều Nguyễn. Trong tiểu sử và sự nghiệp của ông vẫn còn nhiều khoảng trống. Hội thảo khoa học nhằm làm rõ tiểu sử cũng như cống hiến của nhân vật lịch sử đặc biệt này"[11].
- "…Với tấm lòng nhân hậu, yêu nước, thương dân, luôn hướng về quê hương và có những đóng góp thiết thực đối với Ninh Giang nói riêng và Hải Dương nói chung; Thượng thư Đoàn Đình Duyệt đã trở thành tấm gương sáng cho các thế hệ đời sau noi theo…"[12].
- "…Nhờ có sự quan tâm của dân làng, đã có không ít con em địa phương vượt khó, học giỏi, thành đạt bằng con đường khoa bảng, trở thành những vị quan nổi tiếng tài năng, đức độ. Tiêu biểu là cụ Thượng Đoàn, người làng Đào Lạng - Là một vị quan tứ trụ trong triều đình Nhà Nguyễn…"[13].
- " …Các báo cáo trình bày tại Hội thảo khoa học đã nói lên được công lao, đức độ của vị đại quan này đối với đất nước và quê hương là rất lớn. Tôi đề nghị Sở Giáo dục và Đào tạo cùng với các ngành chức năng của tỉnh Hải Dương cần có kế hoạch xây dựng kế hoạch, soạn thảo những tài liệu tuyên truyền về cuộc đời, sự nghiệp quan Đại thần Đoàn Đình Duyệt để đưa vào chương trình giảng dạy trong nhà trường phổ thông bởi, Chương trình giáo dục phổ thông mới giảng dạy môn Lịch sử được sắp xếp: Dạy lịch sử Việt Nam; Lịch sử địa phương và Lịch sử thế giới…"[14].

## Những đóng góp tiêu biểu
Nam tước, Đại thần Đoàn Đoàn Đình Duyệt có nhiều đề xuất với Nhà vua trong việc thực thi các chính sách nhằm phát triển kinh tế, xã hội đất nước thời bấy giờ, như:
- "…Điều trần về việc thân định giáo điều, chỉnh sửa phong tục; Mua gạo để đề phòng chẩn tế cứu đói cho dân; Tâu trình về việc trù tính việc chẩn cấp cứu đói cho dân Thanh Hóa; Mối lợi khi mở một đường sông để tránh được nỗi khổ cho dân không bị hạn hán bởi thiếu nước ở Nghệ An; Tâu xin về việc giá gạo ở Bắc kỳ rất rẻ vì thiếu tiền, kiến nghị xin đúc thêm tiền đồng để gia tăng việc mậu dịch; Tâu xin đặt trường giảng dạy, nghiên cứu thuốc Nam, theo ông: " Cũng nên tự ta trồng trọt, thí nghiệm dược phẩm thì lâu ngày có thể tinh tường".[15].

Với quê hương:
- Ông cho tiền, thuê thợ làm "đường chân tre" để chống úng lụt, cho đặt guồng nước có ngựa kéo để chống hạn trên cánh đồng Ba Tổng; Xây dựng cống Cổ ngựa tại Văn Giang, xã Văn hội; Xây dựng đình, chùa tại thôn Đào Lạng; Trùng tu lại các đền chùa nổi tiếng trong huyện Ninh Giang, như: Đền Tranh (xã Đồng Tâm), Chùa Trông (xã Hưng Long) và Đàn Thiện (xã Thanh Giang, huyện Thanh Miện). Cả ba di tích này đã được Nhà nước ta xếp hạng Di tích Lịch sử Văn hóa cấp Quốc gia từ lâu và đang phát huy giá trị rất tích cực trong đời sống văn hóa của nhân dân địa phương [16]

## Phong tặng và vinh danh
- Trong thời gian làm quan ở Huế (1916-1921) ông Đoàn Đình Duyệt được chính quyền Pháp và Việt tặng thưởng các Huân Chương: Cao Man bội tinh, Bắc Đẩu bội tinh, Kim khánh, Kim tiền [17].
- Quyết định số 2866/QĐ-UBND ngày 29/12/2016 của UBND tỉnh Lâm Đồng phê duyệt Đề án đưa tên ông Đoàn Đình Duyệt vào Ngân hàng tên (số thứ tự 35) để đặt tên đường phố trong tỉnh cùng với tên của nhiều danh nhân khác[18].
- Phố Đoàn Đình Duyệt, được UBND tỉnh Hải Dương ra quyết định đặt tên tại thành phố Hải Dương, quê hương ông, từ tháng 12/2019. Phố Đoàn Đình Duyệt dài 637 m, mặt cắt ngang 13,5m; Điểm đầu: Đường Ngô Quyền; Điểm cuối đường Điện Biên Phủ [19]
- Bài hát " Tình người Văn Hội" của nhạc sĩ Mai Đoan (tháng 1/2018), mở đầu, có câu: "Diệu kỳ biết bao quê hương của ta, văn hóa tụ về làm nên Văn Hội; đất linh sinh ra những người tài giỏi, có quan Thượng Đoàn tứ trụ triều đình…"[20].

## Gia đình

### Vợ
- Vũ Thị Trị
- Nguyễn Thị Hòa

### Con
- Đoàn Đình Phương (1889 – 1937); Năm 29 tuổi thi đỗ Cử nhân thứ 9/29 người tại Trường Thừa Thiên, khoa thi năm Mậu Ngọ, Khải Định thứ 3 (1918) nhưng không làm quan, về quê trông nom ruộng vườn[21].
- Đoàn Đình Chi (1894 – 1965); Đỗ Cử nhân Trường Thừa Thiên khóa Ất Mão 1915, làm quan giữ các chức vụ: Tri huyện Bình Khê, Tri phủ Quảng Ninh (Quảng Bình), Thương tá tỉnh Thanh Hóa tại Trung kỳ. Sau thuyên chuyển ra Bắc kỳ và giữ những chức vụ: Tri phủ Ứng Hòa, Tri phủ Từ Sơn, Thương tá tỉnh Hưng Yên, Bố Chánh tỉnh Thái Bình. Hưu trí năm 1944 tại quê quán Ninh Giang (Hải Dương); Di cư vào Sài Gòn năm 1954, mất năm 1965. Ông tục huyền với bà Cao Thị Trân (1898-1981) là con thứ tư của Cụ Cao Xuân Tiếu -  Nguyễn Thị Vịnh, cháu nội của Đại thần Cao Xuân Dục. Ông bà có hai người con nuôi là Đoàn Đình Hòe và Đoàn Thị Toàn (tức Cao Thị Toàn Cơ, con ông Cao Xuân Tảo, chắt nội của cụ Cao Xuân Dục)[22].
- Đoàn Thị Công
- Đoàn Đình Thảo
- Đoàn Đình Quỳ